# Cypholophus prostratus
Cypholophus prostratus là loài thực vật có hoa trong họ Tầm ma. Loài này được (Blume) Miq. mô tả khoa học đầu tiên năm 1859.